# Conspirator
Conspirator és una pel·lícula britànica, dirigida per Victor Saville, estrenada el 1949.

## Argument
Durant la Guerra Freda un oficial acabat de casar s'enfronta a una difícil elecció a causa de la seva verdadera ocupació. És un espia comunista que maneja informació militar secreta. Quan la seva dona ho descobreix li demana el divorci, però tot es complica quan els seus superiors li demanen que acabi amb ella...

## Repartiment
- Robert Taylor: Major Michael Curragh
- Elizabeth Taylor: Melinda Greyton
- Robert Flemyng: Capità Hugh Ladholme
- Harold Warrender: Coronel Hammerbrook
- Honor Blackman: Joyce
- Marjorie Fielding: Tia Jessica
- Thora Hird: Broaders
- Wilfrid Hyde-White: Lord Pennistone
- Marie Ney: Lady Pennistone
- Jack Allen: Raglan
- Helen Haye: Lady Witheringham
- Cicely Paget-Bowman: Sra. Hammerbrook
- Karel Stepanek: Radek